# Meron
Meron (Hebreiska:הר מירון, Har Meron) (Amharic: መሮን) är ett 1208 m ö.h. högt berg i norra Israel. Det är det högsta berget inom Israels internationellt erkända gränser. Om man inkluderar Golanhöjderna är Hermon det högsta berget på 2814 m ö.h.